# Hassi Messaoud
Hassi Messaoud   este un oraș  în  Algeria, în provincia Ouargla. Important centru de exploatare a petrolului. Dispune de un aeroport internațional.

### Cazul femeilor maltratate în 2001
Articol principal: Hassi Messaoud - femei maltratate

În 2010, Amnesty International a raportat că în Hassi Messaoud au avut loc atacuri în masă împotriva femeilor singure acuzate de prostituție.
Potrivit Amnesty International, există rapoarte că "unele femei au fost abuzate sexual" și au fost vizate "nu doar pentru că sunt femei, ci pentru că trăiesc singure și sunt independente din punct de vedere economic”.